# 1356 Ньянза
1356 Ньянза (1356 Nyanza) — астероїд головного поясу, відкритий 3 травня 1935 року.
Тіссеранів параметр щодо Юпітера — 3,211.